# Mohamed Salah Yahiaoui
 (juillet 2022).
La mise en forme du texte ne suit pas les recommandations de Wikipédia : il faut le « wikifier ».
Les points d'amélioration suivants sont les cas les plus fréquents :
- Les titres sont pré-formatés par le logiciel. Ils ne sont ni en capitales, ni en gras.
- Le texte ne doit pas être écrit en capitales (les noms de famille non plus), ni en gras, ni en italique, ni en « petit »…
- Le gras n'est utilisé que pour surligner le titre de l'article dans l'introduction, une seule fois.
- L'italique est rarement utilisé : mots en langue étrangère, titres d'œuvres, noms de bateaux, etc.
- Les citations ne sont pas en italique mais en corps de texte normal. Elles sont entourées par des guillemets français : « et ».
- Les listes à puces sont à éviter, des paragraphes rédigés étant largement préférés. Les tableaux sont à réserver à la présentation de données structurées (résultats, etc.).
- Les appels de note de bas de page (petits chiffres en exposant, introduits par l'outil «  Source ») sont à placer entre la fin de phrase et le point final[comme ça].
- Les liens internes (vers d'autres articles de Wikipédia) sont à choisir avec parcimonie. Créez des liens vers des articles approfondissant le sujet. Les termes génériques sans rapport avec le sujet sont à éviter, ainsi que les répétitions de liens vers un même terme.
- Les liens externes sont à placer uniquement dans une section « Liens externes », à la fin de l'article. Ces liens sont à choisir avec parcimonie suivant les règles définies. Si un lien sert de source à l'article, son insertion dans le texte est à faire par les notes de bas de page.
- La présentation des références doit suivre les conventions bibliographiques. Il est recommandé d'utiliser les modèles {{Ouvrage}}, {{Chapitre}}, {{Article}}, {{Lien web}} et/ou {{Bibliographie}}. Le mode d'édition visuel peut mettre en forme automatiquement les références.
- Insérer une infobox (cadre d'informations à droite) n'est pas obligatoire pour parachever la mise en page.

Pour une aide détaillée, merci de consulter Aide:Wikification.
Si vous pensez que ces points ont été résolus, vous pouvez retirer ce bandeau et améliorer la mise en forme d'un autre article.
Mohamed Salah Yahiaoui, né à Ain El Khadra en 1932 et mort le 10 août 2018 à Alger, est un militaire et homme d'Etat algérien. Membre du Conseil de la Révolution sous la présidence de Houari Boumédiène, il a occupé la fonction de Coordinateur du FLN de 1977 à 1980, devenant l'homme fort du parti unique algérien. Il était un symbole du Boumediénisme.

## Biographie

### De l'origine au maquis
Son père est un notable religieux membre de l'Association des oulémas musulmans algériens (AOMA) à Barika. Instituteur au début de la guerre d'indépendance, il monte au maquis dans l'ALN en Wilaya I en janvier 1956. Au maquis il gravit les échelons et se retrouve blessé plusieurs fois, il gagnera le surnom de « martyr vivant de la Révolution ». En 1959 il est gravement blessé et exfiltré en Tunisie, où il restera jusqu'à la fin de la guerre. Capitaine en 1962, il soutient l'EMG contre le GPRA lors de la crise de l'été 1962. Après l'indépendance il reste dans l'armée.

### Le militaire
Il participe au renversement du président Ben Bella par l'armée lors du coup d'État du 19 juin 1965. Il devient membre du Conseil de la Révolution instauré dans la foulée. En 1965 toujours, il est nommé chef de la 3e Région militaire alors qu'il est au grade de commandant. En décembre 1967 il manque de peu de rejoindre le colonel Tahar Z'biri dans son putsch contre le président Boumediène, il adopte finalement une attitude neutre, et contrairement à ce qu'espérait Z'biri, les troupes de la 3e Région militaire ne vinrent pas lui prêter main-forte.
En 1969 il est promu colonel (le plus haut grade de l'ANP à l'époque) et nommé Directeur de l'Académie interarmes de Cherchell, le « Saint-Cyr algérien ». Sa mission à la tête de la plus importante académie militaire d'Algérie consiste à former une élite militaire engagé dans l'édification du socialisme et à « algérianiser » l'instruction militaire.
Après la défaite algérienne à Amgala (27-29 janvier 1976), Yahiaoui collectait le ressentiment d’une large proportion de l’appareil politique et de l’Armée, et a convaincu Boumediène d’agir militairement contre l'agression marocaine. Un rassemblement hétéroclite d'unités de combat est placé sous son commandement et lance l'offensive sur Amgala (14-15 février 1976) pour reprendre la ville. L'opération est un succès. Il quitte l'armée algérienne en 1977.

### L'homme fort du FLN
Le 30 novembre 1977 il est désigné coordinateur du secrétariat général de l'appareil du FLN, devenant de facto le N°1 du FLN en l'absence de secrétaire général. Le choix d'un militaire de carrière pour ce poste paraît douteux mais semble être un gage de confiance du président envers Yahiaoui, avec qui il partage la même ligne politique et idéologique.
Sa mission est d'une part de redynamiser le parti unique, qui dans les faits est une coquille vide impuissante face à la puissante armée algérienne véritable cœur du pouvoir, et d'autre part d'organiser le IVe congrès du FLN devant faire adopter une nouvelle orientation politique et économique. Des congrès des organisations de masses rattachées au FLN (UGTA, UNJA, UNFA et ONM) sont organisés en 1978 et une nouvelle direction du parti est mise en place. Sous l'impulsion de Mohamed Salah Yahiaoui le FLN connaît un net renforcement face à l'ANP.
À la mort de Boumediène le 27 décembre 1978, le candidat potentiel à la succession du défunt président est pressenti au sein du Conseil de la Révolution, deux hommes se démarquent : Abdelaziz Bouteflika et Mohamed Salah Yahiaoui.
Le premier est perçu comme chef de file d'un « courant bourgeois », un libéral favorable à l'ouverture sur l'Occident. Bouteflika est soutenu par une part importante des haut cadres de l'État. Le second est perçu comme un conservateur religieux, un panarabiste, fidèle à la ligne socialiste. Yahiaoui bénéficie du soutien des apparatchik du FLN, du courant arabo-islamique, des organisations de masses (les travailleurs et la jeunesse notamment) et de certains haut officiers de l'armée. L'ANP va finalement trancher et imposer son candidat : le colonel Chadli Bendjedid, chef de la 2e Région militaire depuis 1964 et membre du Conseil de la Révolution.
Selon Rachid Benyelles les militaires reprochaient à Yahiaoui son « aversion pour les cadres francophones, ses idées baathistes et son gauchisme de circonstance ».

### Mise à l'écart et disgrâce
Après l'élection de Chadli Bendjedid à la présidence le 9 février 1979, Yahiaoui conserve sa position de responsable exécutif du parti bien que Chadli se soit octroyé le poste de SG du FLN. En mai 1980 il perd son poste de coordinateur au profit de Mohamed Chérif Mesaâdia. le 2 juillet 1981 il est exclu du Bureau politique du FLN avec Abdelaziz Bouteflika. D'après Daniel Junqua son départ de cette haute instance marque le terme d'un long processus qui a consacré leur effacement progressif, tandis que s'affirmait au contraire l'autorité du président, Chadli Bendjedid. Mohamed Salah Yahiaoui perd donc toutes ses fonctions officielles.
Il revient sur la scène politique lorsqu'il signe « la déclaration des 18 » en octobre 1988, un document élaboré par d'anciennes figures de l'ère Boumediène et des personnalités historiques de la guerre de libération, qui fustigeait l'usage de la torture lors des émeutes d'octobre 1988, le pouvoir autocratique du président Chadli et l'état déplorable de la situation politique et économique.
En 1991 il fait son retour au comité central du FLN. Pendant la décennie noire il reste discret, bien qu'il soit partisan du dialogue entre l'Etat et les islamistes, en témoignent ses contacts avec Abassi Madani et les autres chefs de l'ex-FIS, dans le but de parvenir à une solution politique à la crise.

### Mort
Mohamed Salah Yahiaoui décède le 10 août 2018 à l'hôpital militaire d'Aïn Naâdja d'Alger, des suites d'une longue maladie. Il avait suivi des soins en Jordanie peu avant de mourir.

## Galerie

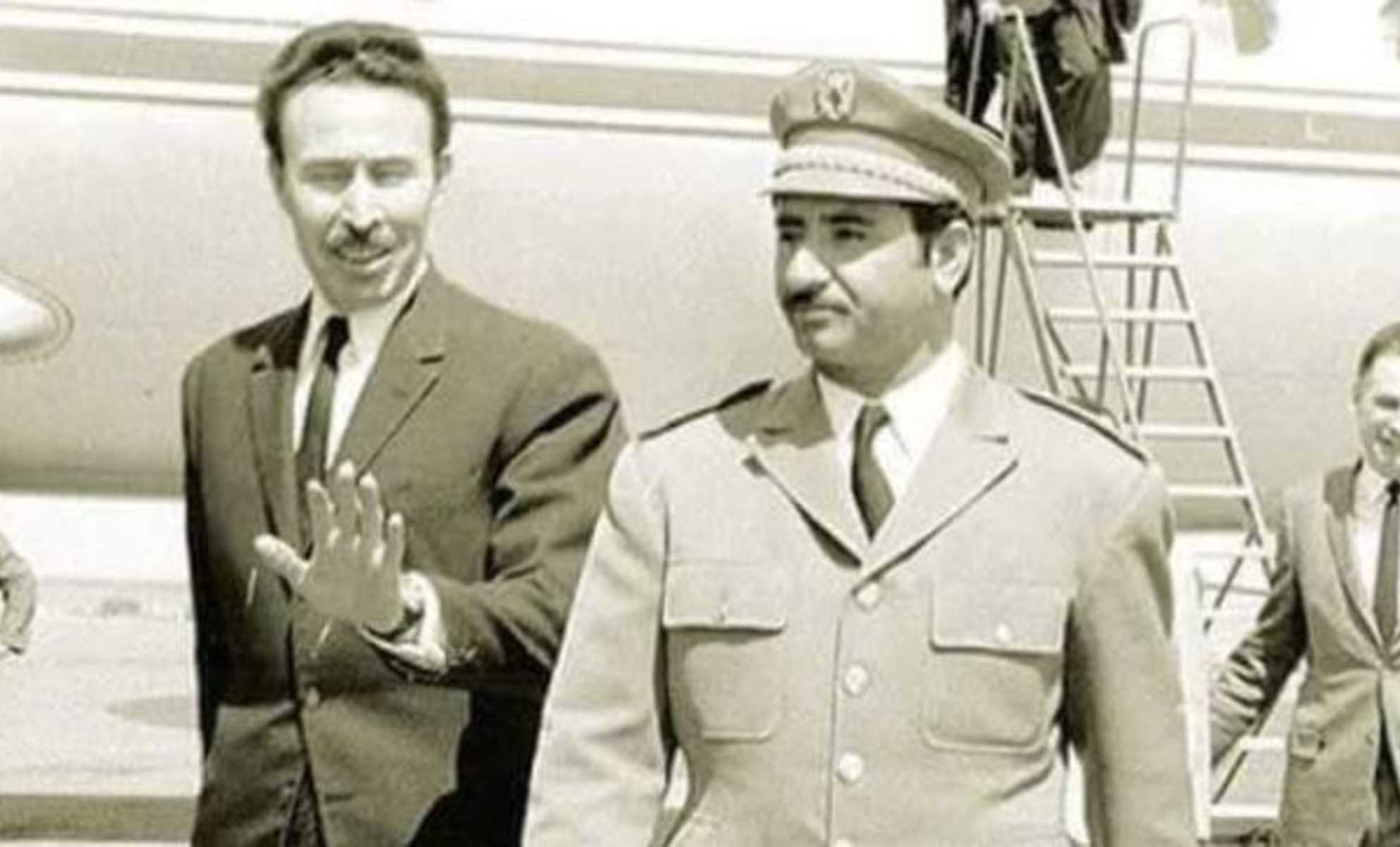
Le président Boumediène accompagné du colonel Yahiaoui.

## Postérité
Le 9 juillet 2023, la promotion 2019-2023 de l'Académie militaire de Cherche est baptisée en son nom.